# Stiftung Borussia
Die Borussia – Stiftung und Kulturgemeinschaft Olsztyn/Allenstein (auf polnisch Fundacja Borussia Olsztyn) ist eine auf kulturellem Gebiet tätige Nichtregierungsorganisation im Nordosten Polens.
Sie erforscht und vermittelt die Kultur Ermlands und Masurens. Durch Mitgestaltung und Stärkung der Zivilgesellschaft setzt sie sich für Toleranz und Dialog zwischen Menschen unterschiedlicher Kulturen und Religionen ein. Die Leitidee der Borussia ist ein kulturelles Wirken über Teilungen und nationale Konflikte hinaus. Der Verein wurde 2004 mit dem Lew-Kopelew-Preis für Frieden und Menschenrechte ausgezeichnet.
Die Stiftung entstand 2006 auf eine Initiative der Gründer der Kulturgemeinschaft Borussia hin und führt Vorhaben weiter, die von dem 1990 gegründeten Verein initiiert wurden. Präsidentin der Stiftung ist seit 2006 Kornelia Kurowska.

## Tätigkeitsfelder

### Grenzüberschreitende Zusammenarbeit
Das Ziel des Programms ist es, das zivilgesellschaftliche Engagement in Polen, Litauen, Russland, der Ukraine und Belarus zu unterstützen und Akteure zusammenzubringen – nicht nur auf individueller, sondern auch auf institutioneller Ebene. In diesem Zusammenhang organisiert Borussia internationalen Konferenzen, Seminare und Schulungen. Darüber hinaus beherbergt Borussia die polnische Koordinationsstelle für das Programm „Study Tours to Poland“ – Studienreisen für herausragende Studierende aus dem Kaliningrader Gebiet, der Ukraine und Belarus. Das Programm wird von der Polish American Freedom Foundation gefördert.

### Internationaler Jugendaustausch
Borussia ist eine Zentralstelle des Deutsch-Polnischen Jugendwerkes und erhielt 1996 für ihr Engagement den „Jugend-Oscar“ der Körber-Stiftung Hamburg.
Borussia organisiert seit 1993 internationale Bildungsprojekte für Schüler und Studenten aus Polen, Deutschland, Frankreich, Russland, Litauen, der Ukraine und Belarus. In Zusammenarbeit mit den Partnerorganisationen entstehen Seminare mit Schwerpunkt auf regionalgeschichtliche und soziologische Themen. Darüber hinaus entwickelt und organisiert Borussia Musik-, Kunst-, Umwelt-, Fotografie- und Theaterworkshops, deren Ziel es ist, Vorurteile und Stereotype zu hinterfragen und neue Sichtweisen zu schaffen.

### Freiwilligendienste
Borussia beteiligt sich seit 1992 an internationalen Freiwilligenaustauschprogrammen. Im Rahmen des EU-Programms „Jugend in Aktion“ – Europäischer Freiwilligendienst ist Borussia eine Entsendeorganisation und ein Aufnahmeprojekt für junge Freiwillige zwischen 18 und 30 Jahren. Auf diesem Gebiet koordiniert sie die Arbeit anderer Organisationen, organisiert und betreut Seminare und Schulungen zu Themen des gesellschaftlichen Engagements von Jugendlichen.
Seit April 2005 führt Borussia das Pilotprojekt „Internationale Jugendbauhütte in Ermland und Masuren“ durch. Das Programm ermöglicht jungen Menschen aus Deutschland, Polen und Russland unter fachlicher und pädagogischer Betreuung die Arbeit in unterschiedlichen Einrichtungen der Denkmalpflege und Kulturvermittlung.

### Programm Mendelssohn-Haus
2013 wurde im ehemaligen Haus der Reinigung „Bet Tahara“ am jüdischen Friedhof in Allenstein ein offenes Kultur- und Dialogzentrum eingerichtet. Das Gebäude wurde 1913 nach Plänen des bedeutenden Architekten Erich Mendelsohn errichtet. Es blieb das einzige Werk in seiner Heimatstadt und ist das letzte verbliebene Zeugnis jüdischen Lebens in Allenstein. Borussia setzt sich dafür ein, den Ort zu erhalten und zu einem Zentrum der Begegnung, Erinnerung und Auseinandersetzung mit aktuellen regionalen Themen auszubauen.

## Deutsche Vertretung und Verein in Leipzig
2005 wurde in Leipzig eine deutsche Vertretung der Borussia in Trägerschaft des Kompetenzzentrums Mittel- und Osteuropa Leipzig (KOMOEL) gegründet. Ihre Aufgaben umfassten deutsch-polnische sowie trilaterale Projekte mit dem Schwerpunkt auf Jugendarbeit sowie der Mitgestaltung des kulturellen Lebens der Stadt und der Region. Die deutsche Vertretung der Borussia wurde bis 2007 gefördert von der Robert Bosch Stiftung. Im selben Jahr gründete sich der Verein „Freunde der Borussia Olsztyn/Allenstein e.V.“, der Kultur- und Bildungsprojekte durchführt, die sich mit deutsch-polnischen Themen befassen.